# Método de rotación
El filósofo Søren Kierkegaard en Either/Or utiliza el Método de rotación que es un mecanismo utilizado por los estetas de alto nivel para evitar el aburrimiento. El método es un aspecto esencial del hedonismo en el estilo de vida estético.

## Descripción general
Kierkegaard compara el método de rotación con el rotación de cultivos utilizado en agricultura, en el que el suelo se rota constantemente para maximizar el uso de nutrientes para los cultivos. Para el esteta, uno cambia constantemente lo que está haciendo con el fin de maximizar el disfrute y el placer derivado de cada actividad.
Una consecuencia del método de rotación sería la falta de compromiso del esteta con cualquier cosa. El compromiso requiere que uno repita constantemente una actividad; sin embargo, para la estética, repetir una actividad conduce al aburrimiento, ya que esta actividad ya no es nueva.
El método de rotación, argumenta Kierkegaard, eventualmente conduciría a los estetas a un estado de desesperación, porque todas las actividades, sin importar cuán únicas o nuevas sean, eventualmente se volverán aburridas:
No tengo ganas de hacer nada. No tengo ganas de montar, el movimiento es demasiado poderoso; No tengo ganas de caminar, es demasiado agotador; No tengo ganas de acostarme, porque o tengo que quedarme acostado y no tengo ganas de hacer eso o tendría que levantarme de nuevo, y tampoco tengo ganas de hacerlo.  Summa Summarum : No tengo ganas de hacer nada. – Either/Or, p. 4
El esteta, predice Kierkegaard, al darse cuenta y responder a la futilidad de los objetivos finitos hedonistas de uno, anhelará experimentar una vida más significativa.